# The Passing of Pete
The Passing of Pete è un cortometraggio muto del 1916 scritto, interpretato e diretto da Tom Mix. Western di genere drammatico, il film, prodotto dalla Selig Polyscope Company, aveva come altri interpreti Victoria Forde, Sid Jordan, Betty Keller, Ethylyn Chrisman.

## Trama
Pete vive con Mona, la moglie indiana, ma è innamorato di Loresta, la ragazza del saloon. Quando Bob, un giovane cercatore che vive lì vicino, trova dell'oro, Pete glielo ruba per darlo a Loresta. Mona lo vede rubare e racconta poi allo sceriffo quello che ha fatto il marito. Inseguito, Pete, nella fuga, viene colpito a morte. Mona, rimasta sola, troverà una nuova famiglia in quella di Bob e di sua moglie Betty.

## Produzione
Il film fu prodotto dalla Selig Polyscope Company.

## Distribuzione
Distribuito dalla General Film Company, il film - un cortometraggio in una bobina - uscì nelle sale cinematografiche statunitensi l'11 marzo 1916.